# ایکیتوس
ایکیتوس (به اسپانیایی: Iquitos) یک شهر در پرو است که در منطقه لورتو واقع شده‌است.
ایکیتوس از طریق هوا و رودخانه با جهان خارج ارتباط دارد و بزرگ‌ترین شهر غیرجزیره‌ای جهان است که نمی‌توان از طریق مسیر زمینی به آن رسید.

## خصوصیات
ایکیتوس ۴۵۷٬۸۶۵ نفر جمعیت دارد و ۱۰۴ متر بالاتر از سطح دریا واقع شده‌است.

## جغرافیا
ایکیتوس در شمال شرقی پرو، شمال شرقی منطقه لورتو و در منتهی الیه جنوب استان مایناس واقع شده‌است. این شهر که در یک دشت بزرگ واقع شده‌است، دارای مساحت ۳۶۸٫۹ کیلومتر مربع (۱۴۲٫۴ مایل مربع) است که شامل مناطق Belén, Punchana و San Juan Bautista می باشد.

## آب و هوا
ایکیتوس آب و هوای استوایی دارد. بارندگی ثابت در طول سال وجود دارد، بدون فصل خشک مشخص، اما تابستان مرطوب‌تری دارد. این شهر فقط دارای ۲ فصل است. ایکیتوس دارای آب و هوای خرداقلیم است.

## ترابری
ایکیتوس شهری بسیار متفاوت از بقیه پرو و حتی متفاوت از سایر شهرهای آمازون آمریکای جنوبی دارد. بیش از ۲۵۰۰۰ ماشین ریکشا یا موتورکار در خیابان‌های ایکیتوس کار می‌کنند که در بقیه کشور پرو با نام موتور تاکسی شناخته می‌شوند و برای خارجی‌ها به عنوان ریکشا اتو یا توک توک، خدمات تاکسی ارائه می‌دهند. اتوبوس‌ها وسایل نقلیه بزرگی هستند و مسیرهای مستقیم دارند.

## معماری
ایکیتوس دارای ساختمان‌های معماری قابل توجهی است که در طول دوره هجوم کائوچوی آمازون در دهه ۱۸۸۰ ساخته شده‌اند. ساختمان‌ها عمدتاً به سبک اروپایی/آمازونیایی با کاشی‌های سرامیکی وارد شده از ایتالیا و پرتغال، و معماری منحصر به فرد فرانسوی شهر به نام Casa de Fierro ساخته شده توسط گوستاو ایفل، که خانه اصلی را در پاریس برای نمایشگاهی در سال ۱۸۷۸ ساخت، ساخته شده‌اند. با این حال، این ساختار تنها جذابیت شهری اروپایی نیست: شهر همچنین با معماری روستایی یا معمولی به عنوان پالافیت، مالوکاها و کلبه‌هایی که عمدتاً در مناطق شهر واقع شده‌اند، مشخص می‌شوند.

## فرهنگ
بر اساس گزارش Lonely Planet، ایکویتوس دارای فرهنگی پر جنب و جوش، منحصر به فرد، پیچیده و متنوع است و به عنوان مرکز فرهنگی آمازون پرو در نظر گرفته می شود. بسیاری از بومیان از شهر دیدن می کنند تا رقص های خود را به نمایش بگذارند یا صنایع دستی خود را بفروشند. این شهر همچنین دارای آداب و رسوم و سنت های فراوانی است که در طول سال ها ثابت مانده است، مانند پیروی از تقویم ایکیتوس، جشن گرفتن جشن های فرهنگی و غذای سنتی.

## سینما
سینمای ایکیتوس که با عنوان سینمای آمازونی (Amazonian cinema) نیز شناخته می‌شود، یک منطقه پیشگام و توسعه یافته در سینمای پرو است. ایکیتوس (به اسپانیایی: Iquitos) یک شهر در پرو است که در منطقه لورتو واقع شده‌است. رونق تجارت کائوچو در این منطقه باعث شد سینما به صورت ابتدایی وارد این سرزمین شود. اگرچه تاریخ مشخصی برای شروع یا بروز و ظهور سینما در ایکیتوس وجود ندارد. پیشگام سینما در منطقه لورتو به عنوان مهمترین قسمت در سینمای ایکیتوس آنتونیو وونگ رینگیفو بود. پس از وی بزرگانی نظیر ورنر هرتسوگ، آرماندو روبلس گودوی، نورا ایسکو، فدریکو گارسیا و دوریان فرناندز موریس در این سرزمین شروع به فیلم‌سازی کردند.

## خواهرخوانده
شهرهای Caballococha، لتیسیا، مانائوس، میلان، مویوبامبا، Nueva Loja, New Rocafuerte, Puerto Francisco de Orellana و تاراپوتو خواهرخوانده‌های ایکیتوس هستند.